# José Rodríguez Fernández (escultura)
La escultura urbana conocida por el nombre José Rodríguez Fernández, "Pepín" Rodríguez, ubicada en el Camino Real Colloto, en la ciudad de Oviedo, Principado de Asturias, España, es una de las más de un centenar que adornan las calles de la mencionada ciudad española.
El paisaje urbano de esta ciudad, se ve adornado por obras escultóricas, generalmente monumentos conmemorativos dedicados a personajes de especial relevancia en un primer momento, y más puramente artísticas desde finales del siglo XX.
La escultura, hecha en bronce el busto y relieve, de piedra el pedestal; es obra de José Clará Ayats, único discípulo español de Auguste Rodin. Está datada en 1940.
Se trata de una escultura erigida en recuerdo de José Rodríguez Fernández, el industrial e importante benefactor asturiano, más conocido por "Pepín" Rodríguez. Nació en el pueblo de Santa Eulalia de Colloto en el año 1866 y estudio en EE.UU y Cuba. Fue uno de los empresarios españoles más importante de comienzos del siglo XX y uno de los dueños de la populosa marca de tabacos cubanos "Romeo y Julieta".
Pueden leerse unas letras metálicas adheridas al lado derecho del pedestal, que dicen: 

A PEPIN RODRIGUEZ/COLLOTO AGRADECIDO/AGOSTO 1940"